# Talorc I
Talorc I, també conegut amb els nom de Talorg mac Aniel o Talorc mac Aniel, va ser rei dels pictes del 452 al 456.
La Crònica picta li atribueix un regnat de 4 anys, entre el de Drest mac Erp i el de Nechtan Morbet mac Erip. El nom picte Talorc seria una variant del nom cèltic Talorg.